# Солнечний (Ташлинський район)
Со́лнечний (рос. Солнечный) — селище у складі Ташлинського району Оренбурзької області, Росія.

## Населення
Населення — 409 осіб (2010; 421 у 2002).
Національний склад (станом на 2002 рік):
- росіяни — 73 %